# Secretos (álbum de José José)
Secretos es el título del 19°. álbum de estudio grabado por el artista mexicano José José. El álbum fue lanzado al mercado bajo el sello discográfico RCA Ariola a finales del año 1983.

## Antecedentes e historia
La petición del cumplimiento de su contrato de grabación surtió efecto. Su abogado logró que se hiciera efectivo y que la distribución de su siguiente disco la llevara a cabo la compañía, lo mismo que la promoción correspondiente a todo el continente. Tan enserio tomaron el hecho de que se iba de la compañía que contrataron a Manuel Alejandro para su nueva grabación. El accedió con la condición de producirle un disco completo; él fue quien impulso la modalidad de que el compositor hiciera todo el disco sin la participación de nadie, solo sus canciones. En el caso de Manuel Alejandro, este escribía la letra y la música de todos los temas y, además, algo fundamental: los arreglos musicales. Se firmo el contrato y cobró trescientos mil dólares.

## Promoción
Para la promoción de este disco, se recurrió por primera vez a la creación de videoclips o videos musicales, de los cuales se grabaron videos de todas las 10 canciones, pero actualmente, tiene YouTube 7 videos de este disco, de los cuales, solo dos están remasterizado por Vevo, los cuales son: El Amor Acaba y He Renunciado a Ti. Los demás videos aun no han sido remasterizados ni siquiera sacados ni por Sony Music México (actual sello discográfico de los discos de José José)  ni por Televisa, debido al poco interés que tienen por el publico general, sin embargo los admiradores de José José desean que se logren remasterizar y sacar los videos que faltan. 
Debido al éxito que se obtuvo durante las primeras semanas de lanzamiento, Ariola decidió sacar una edición limitada para coleccionistas, un Picture Disc del disco de vinilo, la primera edición, estaba en un cartón rojo, que decía Edición para coleccionista, sin embargo, las  siguientes ediciones, eran en un folder transparente. Se sacaron sencillos en 45 RPM de los temas: Lo dudo-Lagrimas, He renunciado a ti-Voy a llenarte a toda, El amor Acaba-A Esa, En disco CD solo salió en EUA y Japón, mientras que ese formato apareció en México hasta 1991, para celebrar los 35 aniversario del disco, Sony lanzo en las plataformas de streaming como los es Spotify y YouTube Music, algunas remasterizaciones de este disco. Actualmente este disco se sigue aun vendiendo fisicamente en diferentes tiendas de conveniencia en CD.
En 2023,con motivo de sus 40 aniversario, la empresa Sony Music México decidió reelanzar el disco en su Formato de LP ( Vinilo), en un disco color Rojo, con una remasterización de todas las canciones.

## Producción
En esta producción discográfica, José José graba bajo la dirección musical del compositor español Manuel Alejandro , quien es autor de todos los temas. Ana Magdalena, seudónimo de Purificación Casas, esposa del compositor, es la coautora de los tracks 1, 4, 5, 7, 9; mientras que María Alejandra (hija del compositor) es la coautora de los tracks 2, 3, 6, 8 y 10. Este LP fue grabado en Madrid, España por el ingeniero José Antonio Álvarez Alija, que, junto con José María Álvarez- Bigbeder, fuéron colaboradores en la producción artística de este LP.
Citándolo a él mismo en su autobiografía refiriéndose a ese año de Secretos: "El triunfo era absoluto: el Radio City Music Hall, el Amphitheater de Los Ángeles, los casinos de Las Vegas y Atlantic City, el Chicago Theater, otros sitios de Houston, Dallas, etcétera. Me pusieron el apodo de Mr. Sold Out (el señor que llena todo). Lo mismo pasaba en Puerto Rico, República Dominicana, Cuba, Ecuador, Perú, Colombia, Chile, Bolivia, Venezuela, Estados Unidos, México, Guatemala, El Salvador, Honduras, Nicaragua, Costa Rica y Panamá en fin, por doquier recibía la misma respuesta...Manuel Alejandro nos hizo millonarios a todos, incluyendo a los ejecutivos de la compañía." 

## Rendimiento comercial
Se trata de la producción más vendida en la carrera del cantante [cita requerida], este material logró vender más de 2 millones de copias en las primeras semanas de su lanzamiento y hasta la fecha se cuentan con 20 millones de discos vendidos, lo que lo convierte en el disco mas vendido de México con 5 millones de copias en el país y siendo uno de los álbumes latinos mas vendidos en la historia de la música. El Príncipe de la Canción colocó a Secretos durante 40 semanas en el primer lugar de las listas de popularidad de casi todos los países del continente,  lo que pone al cantante como uno de los mexicanos más exitosos en la historia de la música, además de que dicha producción significó la cúspide en la trayectoria del intérprete. Con este disco, el Príncipe de la canción, se hizo merecedor a 22 discos de oro y platino por sus altas ventas. José José logró colocar a Secretos por más de 40 semanas en el primer lugar del Hit Parade de la lista de Billboard en casi todos los países de habla hispana además de Estados Unidos de América, y ha sido el único, junto al álbum Sin él (1984) de la cantante mexicana-estadounidense Marisela en lograr esa hazaña.
El álbum Secretos obtuvo una nominación para el Premio Grammy a la Mejor Interpretación de Pop Latino en la 27°. entrega anual de los Premios Grammy celebrada el martes 26 de febrero de 1985, pero perdió contra Always in My Heart (Siempre en mi corazón) (1984) de Plácido Domingo. Forma parte de la lista de los 100 discos que debes tener antes del fin del mundo, publicada en 2012 por Sony Music.

## Lista de canciones
| Secretos |                                |                                    |                  |          |  |
| N.º      | Título                         | Escritor(es)                       | Productor (es)   | Duración |  |
| 1.       | «Lo dudo»                      | Manuel Alejandro · Ana Magdalena   | Manuel Alejandro | 3:41     |  |
| 2.       | «El amor acaba»                | Manuel Alejandro · María Alejandra | Manuel Alejandro | 4:22     |  |
| 3.       | «Voy a llenarte toda»          | Manuel Alejandro · María Alejandra | Manuel Alejandro | 5:26     |  |
| 4.       | «Cuando vayas conmigo»         | Manuel Alejandro · Ana Magdalena   | Manuel Alejandro | 3:56     |  |
| 5.       | «Entre ella y tú»              | Manuel Alejandro · Ana Magdalena   | Manuel Alejandro | 3:35     |  |
| 6.       | «Lágrimas»                     | Manuel Alejandro · María Alejandra | Manuel Alejandro | 5:14     |  |
| 7.       | «He renunciado a ti»           | Manuel Alejandro · Ana Magdalena   | Manuel Alejandro | 3:55     |  |
| 8.       | «Quiero perderme contigo»      | Manuel Alejandro · María Alejandra | Manuel Alejandro | 4:57     |  |
| 9.       | «Esta noche te voy a estrenar» | Manuel Alejandro · Ana Magdalena   | Manuel Alejandro | 5:08     |  |
| 10.      | «A esa»                        | Manuel Alejandro · María Alejandra | Manuel Alejandro | 3:05     |  |
| 43:21    |                                |                                    |                  |          |  |

## Certificaciones
Por Sencillo, solo en México 
| Lista de las canciones | certificacion | Nivel de Certificacion | Ultima Certifacion |
| ---------------------- | ------------- | ---------------------- | ------------------ |
| Lo Dudo                | PLATINO       | 3                      | 2021-12-20         |
| El Amor Acaba          | PLATINO       | 2                      | 2022-05-03         |
| Voy A llenarte Toda    | PLATINO       | 1                      | 2022-05-03         |
| Cuando Vayas Conmigo   | PLATINO       | 2                      | 2022-06-03         |
| Lagrimas               | PLATINO       | 1                      | 2021-03-01         |
| He Renunciado A Ti     | PLATINO & ORO | 2 & 1                  | 2022-06-03         |

## Créditos y personal

### Músicos
- José José                       - Voz
- David Beigbeder                     - Dirección de orquesta
- David Beigbeder, J.A. Álvarez Alija - Colaboración en Producción artística
- J.A. Álvarez Alija                  - Ingeniería de sonido y mezclado.
- Fernando Forner                     - Ayudante de ingeniería
- Serapio Carreño                     - Fotografía
- Alberto Reyna                       - Diseño
- Manuel Alejandro                - Composición, arreglos y producción.
- Grabado en 1983 en Estudios Sonoland (Madrid, España).

(P) & (C) MCMLXXXIII. BERTELSMANN DE MÉXICO, S.A.